# Fortifications de Riga
Les fortifications de Riga (en letton : Rīgas nocietinājumi) sont un ensemble de fortifications de la ville de Riga en Lettonie. 

## Description
Les fortifications de Riga étaient un complexe de fortifications construit autour de la ville de Riga depuis le XIIe siècle.

Les fortifications de la Ville libre de Riga avec ses tours, image tirée de « Civitates Orbis Terrarum » de G. Braun et F. Hogenberg, 1581.

Les fortifications de Riga ont été démolies dans les années 1960, et le canal de la ville et le canal de verdure ont été créés à la place.

## Remparts et tours de Riga

### Histoire
Les premières fortifications étaient assez simples : un rempart en terre suffisamment haut avec une palissade. Le fleuve Daugava, et le lac Riga servaient de barrières d'eau.
La construction du mur de défense de la ville a été commencée sur ordre de l'évêque Albert de Buxhoeveden après la campagne des Lituaniens et des Lives à Riga (1204) et le Siège de Riga de 1210, les remparts en terre ont été remplacés par un mur, pour laquelle la dolomite a été apportée d'Ikšķile, Salaspils, Doles (en) et plus tard de Koknese.
Le premier mur a été construit le long de l'actuelle rue Kalēju iela, entre les rues Jāņas iela et Zirgu iela actuelles. 
La deuxième section du mur, qui s'étend le long des rues actuelles Zirgu iela et Rozena iela jusqu'à l'actuelle rue Kungu iela. 
En 1215, les limites du nouveau palais épiscopal de Riga furent définies et les murs de la ville furent étendus de la rue Rozena iela le long de la rue Jaunavu iela jusqu'à la rive du Daugava. 
La rive même du fleuve était fortifiée par des remparts en terre. 
Quinze ans plus tard, le mur le long de la rive du Daugava fut achevé et toute la zone située entre les rues actuelles Torņa iela et Kalēju iela fut fermée par un mur continu. 
Au cours des attaques de Zemgale sur Riga en 1287, les troupes attaquèrent la porte nord de la ville et, au cours de la bataille, tuèrent, blessèrent ou capturèrent de nombreux frères de l'ordre teutonique, mais n'envahirent pas la ville de Riga.
Jusqu'en 1330, les sources mentionnaient au total 28 tours des fortifications de Riga (les tours portaient le nom soit du nom des habitants de la ville - en temps de paix, les tours servaient d'entrepôts - soit du nom des rues ou des bâtiments voisins), qui étaient situés à une distance de 70 à 120 mètres les uns des autres. 
Le nombre exact de tours est inconnu, car leurs noms ont changé au fil du temps, et les murs et tours défensifs ont été démolis puis reconstruits.
Seules quelques-unes des anciennes tours ont survécu jusqu'à nos jours, la plupart construites dans d'autres bâtiments : la tour Jaunavu (dans l'Arsenāls (lv)), la tour Svētā Gara (dans le Château de Riga), la tour Jurgen (dans le bâtiment de l'Association des Architectes lettons, rue Torņa 11). 
La seule tour qui reste dans son aspect d’origine est la Tour Poudrière. 
Le mur était entouré des douves de Riga, larges de 90 mètres, qui, avec les douves de la Citadele et les réservoirs naturels, faisaient partie du système de fortification de la ville.

### Tours des remparts de Riga
Les tours des remparts de Riga attestees par les sources,
- Audēju tornis — tour en forme de fer à cheval
- Bīskapa vārtu tornis — en face de l'actuelle Place Herder.
- Grēcinieku tornis — au bout de la rue Gręcinieku (la tour était l'une des plus grandes, aux XVIIe et XVIIIe siècles le réservoir du premier approvisionnement en eau de la ville était installé dans la tour ; aujourd'hui un bâtiment d'une polyclinique y a été construit)
- Jurgena tornis — Au bout de la rue Aldaru (sa partie semi-circulaire est construite dans l'extrémité du bâtiment de l'Union des architectes lettons, cette maison a donc des pièces semi-circulaires à chaque étage).
- Jēkaba vārtu tornis — Au milieu de la rue Jēkaba iela
- Kaļķu tornis (ou Budes tornis)
- Ludviķa tornis (ou Melno mūku tornis) — Au coin des rues Jāņa iela et Kalēju iela.
- Lībekas tornis au bout de la rue Jaunavu (le domaine des marchands de Lübeck du XIIIe siècle était situé à côté de la tour).
- Mazais Alkšņu tornis (ou Četrstūrainais tornis) — Mazā Peitavas iela
- Miesnieku tornis - l'une des plus grandes du XVIe siècle, utilisée pour stocker la poudre. Le 21 octobre 1721, les réserves de poudre explosent et la tour ainsi que les habitants des maisons environnantes périssent.
- Mārstaļu tornis
- Mēmeļa tornis (ou Prāvesta tornis) — près de Jaunielas iela
- Peldu vārtu tornis
- Pelēkais tornis — Au coin de Mazās Smilšu et de Meistaru
- Pils ielas tornis — Au bout de la rue Lielas Pils
- Pulvertornis — Au coin de Vaļņu iela et Smilšu iela
- Rigemundes tornis (ou Muzikantu tornis), démolie en 1911
- Rāmera tornis
- Rēzena tornis

- Tornis blakus Sievu tornim
- Vilku bedres tornis — sous l’Église anglicane
- Ģilžu vārtu tornis
- Šāļu tornis près de la zone de pesée du marché.
- Jaunavu tornis, sur le terrain de l'Église Sainte-Marie-Madeleine

## Galerie

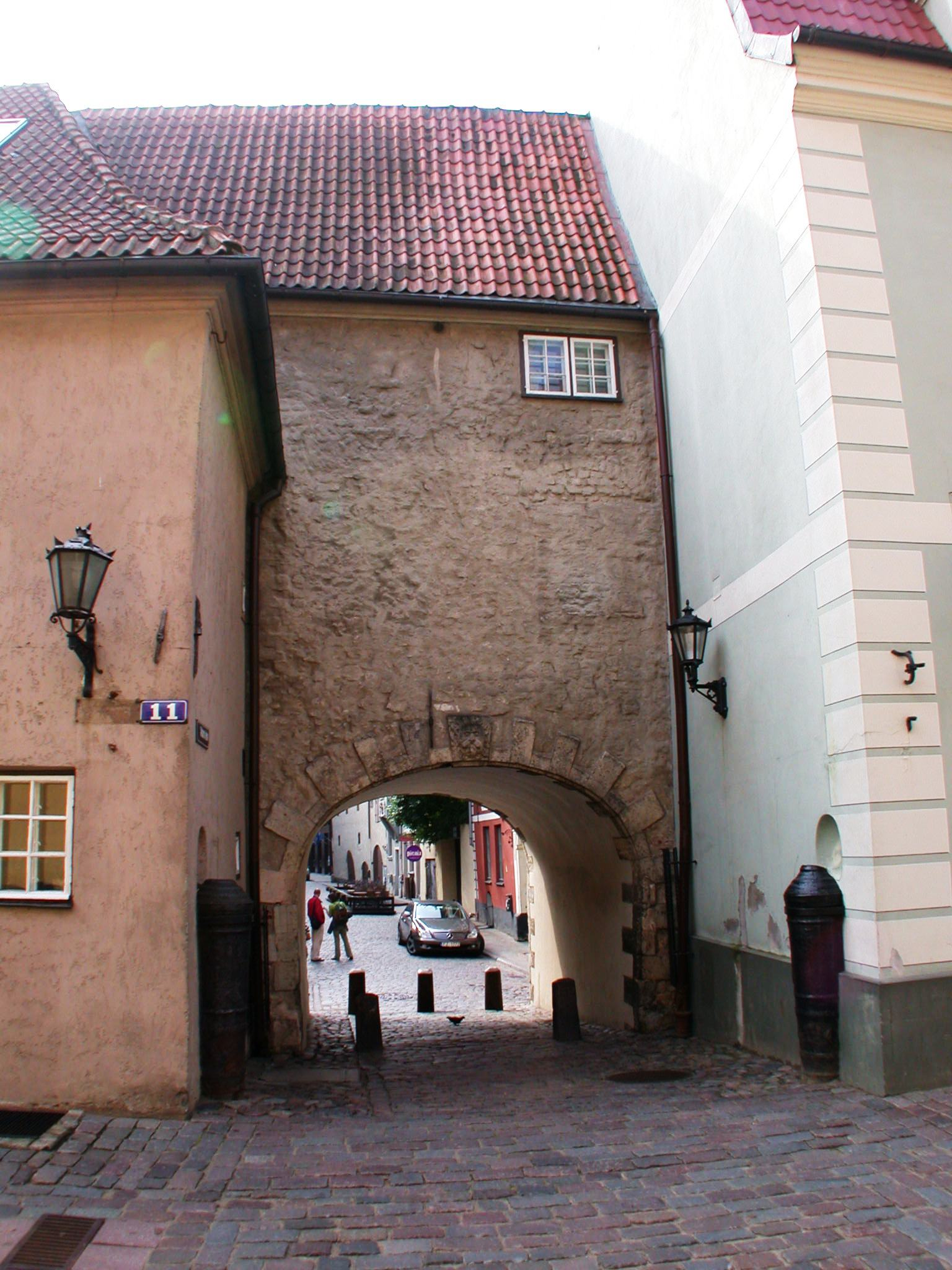
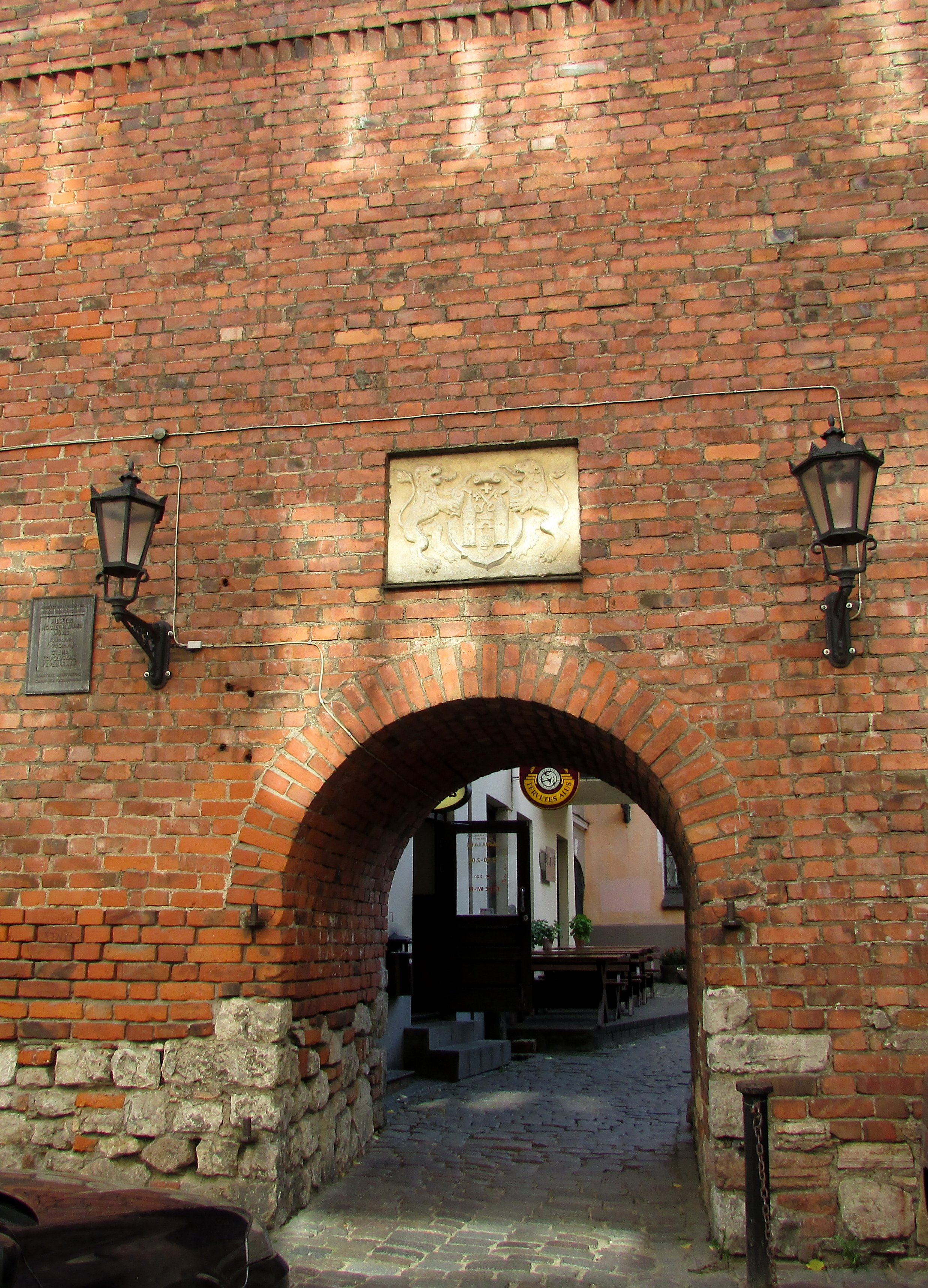
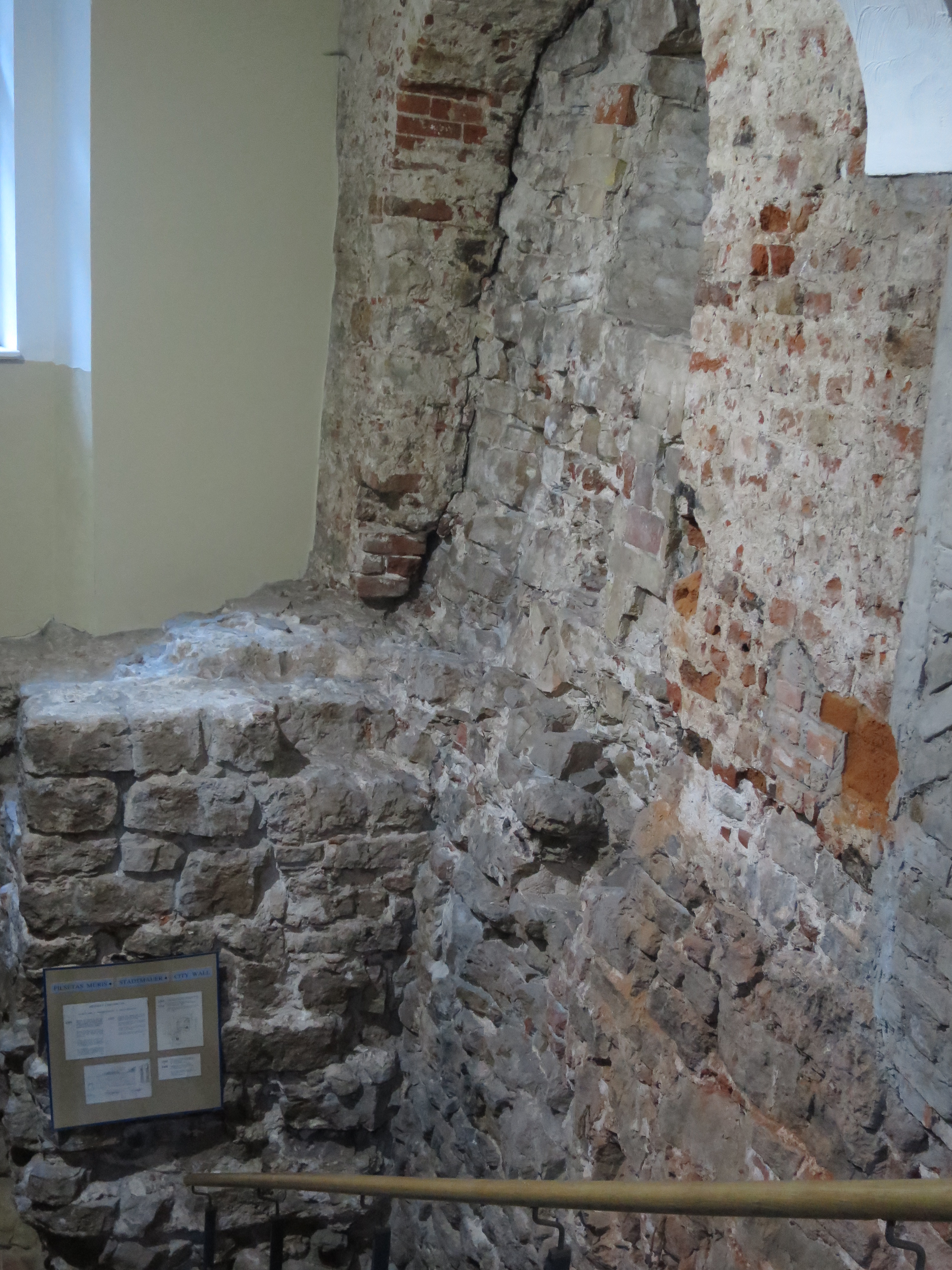
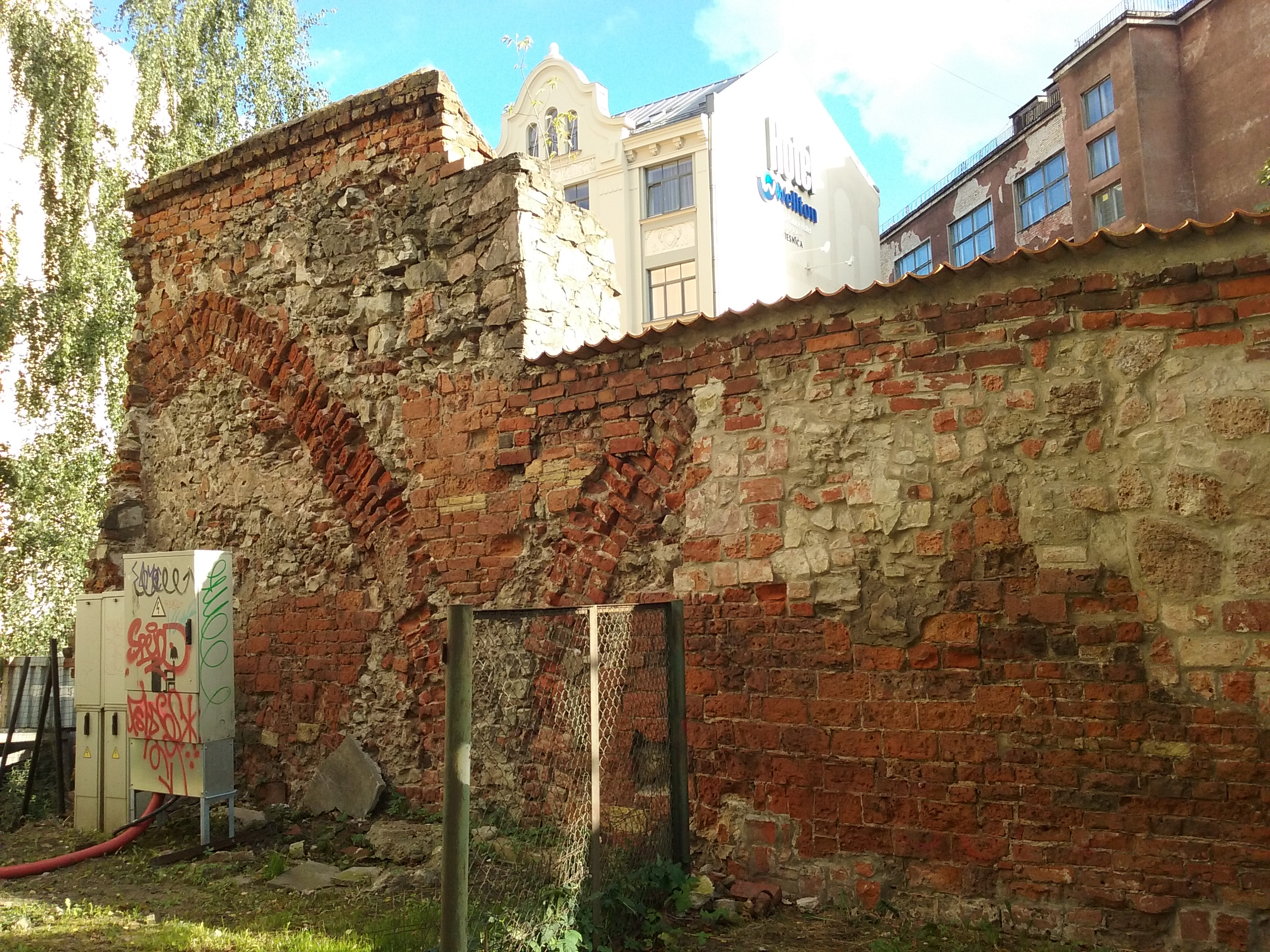
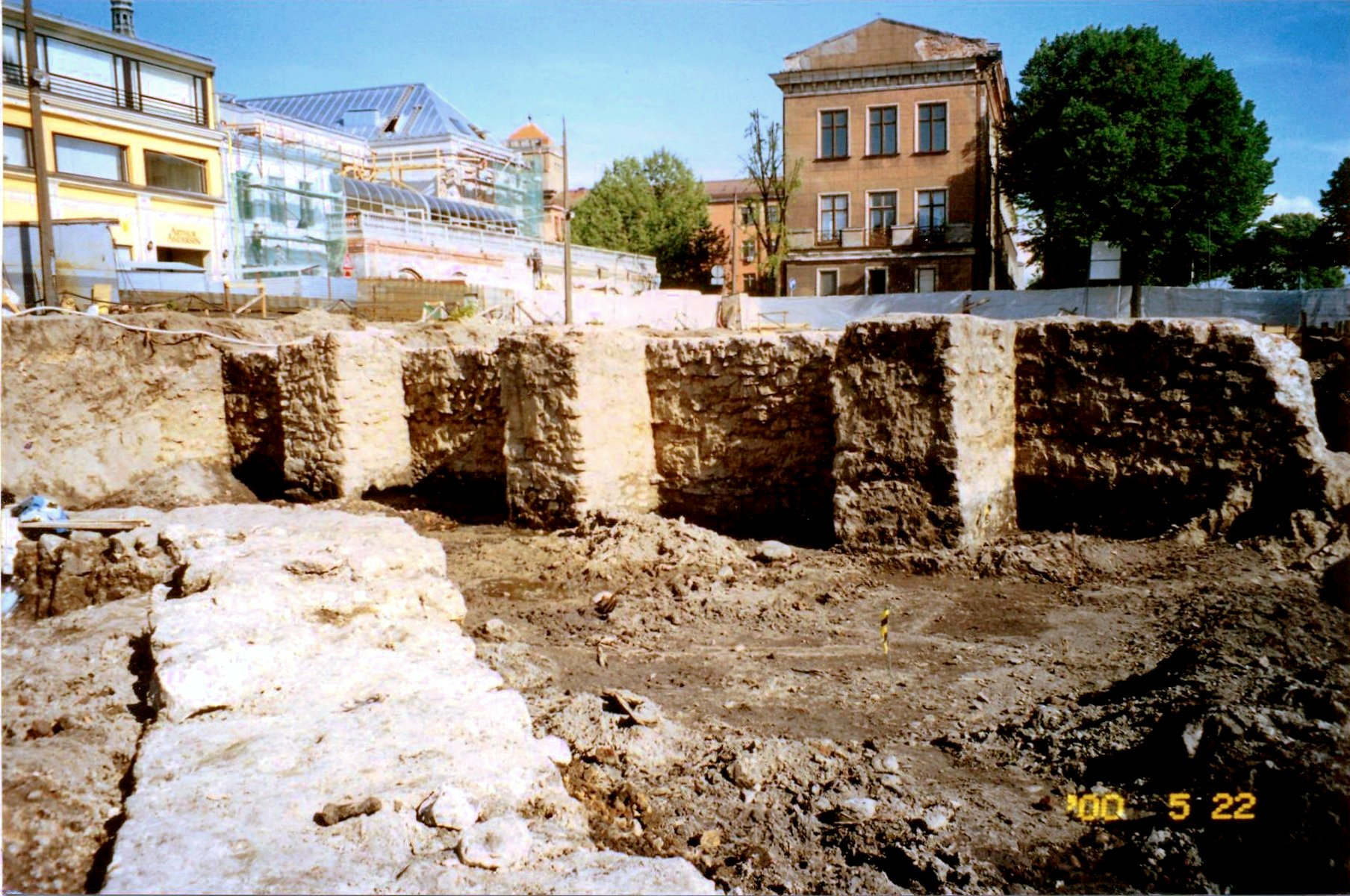